# Ancasti
Ancasti è una città dell'Argentina, appartenente alla provincia di Catamarca, situata nella parte centro-meridionale della provincia, a 82 km a est del capoluogo provinciale.